# Saint-Saturnin-du-Bois
Saint-Saturnin-du-Bois ist eine französische Gemeinde mit 910 Einwohnern (Stand: 1. Januar 2022) im Département Charente-Maritime in der Region Nouvelle-Aquitaine (vor 2016: Poitou-Charentes); sie gehört zum Arrondissement Rochefort und ist Teil des Kantons Surgères. Die Einwohner werden Saturninois genannt.

## Geographie
Saint-Saturnin-du-Bois liegt etwa 37 Kilometer östlich von La Rochelle in der historischen Region Aunis. Umgeben wird Saint-Saturnin-du-Bois von den Nachbargemeinden 
- Saint-Pierre-d’Amilly im Norden und Nordwesten,
- Mauzé-sur-le-Mignon im Norden,
- Val-du-Mignon mit Usseau im Nordosten und Priaires im Osten und Nordosten,
- Marsais im Osten und Südosten,
- Saint-Mard im Süden,
- Surgères im Südwesten,
- Saint-Georges-du-Bois im Westen.

## Bevölkerungsentwicklung
| Jahr                      | 1962 | 1968 | 1975 | 1982 | 1990 | 1999 | 2006 | 2012 |
| Einwohner                 | 675  | 707  | 648  | 642  | 685  | 746  | 833  | 859  |
| Quelle: Cassini und INSEE |      |      |      |      |      |      |      |      |

## Sehenswürdigkeiten

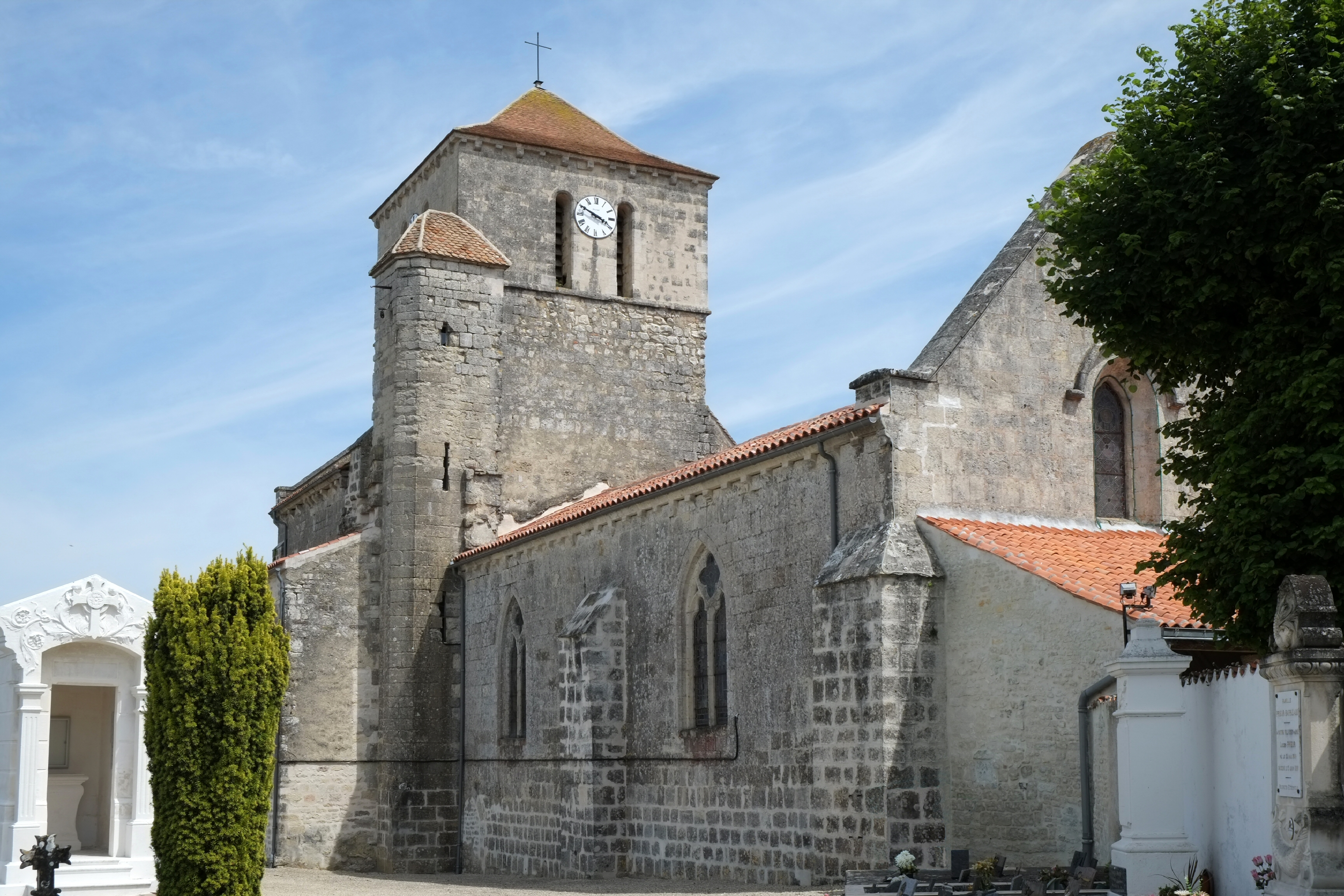
Kirche Saint-Saturnin

Siehe auch: Liste der Monuments historiques in Saint-Saturnin-du-Bois
- Kirche Saint-Saturnin aus dem 13./14. Jahrhundert, seit 1986 Monument historique
- Reste einer gallorömischen Villa